# Tipula (Eremotipula) disspina
Tipula (Eremotipula) disspina is een tweevleugelige uit de familie langpootmuggen (Tipulidae). De soort komt voor in het Nearctisch gebied.